# Cal Rull II
Cal Rull II és una obra de Falset (Priorat) inclosa a l'Inventari del Patrimoni Arquitectònic de Catalunya.

## Descripció
Edifici de planta rectangular bastit de maçoneria arrebossada i pintada. Consta de planta baixa, entressol i dos pisos i la coberta és de teulada i terrat. A la façana s'obren una finestrella i una porta a la planta baixa, dos balcons al primer pis, dues finestres al segon i una altra a l'entresòl. Cal destacar la porta d'arc rebaixat que dona accés a l'entrada amb escala al pis i la porta de l'estable.